# Petula and the Clarks
Petula and the Clarks, även Petula & the Clarks, var ett popband från Malmö som var verksamt under senare delen av 1980-talet.
Petula and the Clarks bestod av Annika Svensson (sång, gitarr), som också skrev all text och musik, samt Pillis Påhlsson (trummor, slagverk), Eva Holmström (sång, bas),  Helena Killander (sång, synt) och Cristina Anderberg (gitarr). Bandet gav 1988 ut det självbetitlade albumet Petula and the Clarks på skivbolaget Amalthea (AM68). Samma år gav de även ut singeln Truthful Lies/Dreamgirl (AMS 2039).